# Греки в Германии
Гре́ки в Герма́нии (греч. Έλληνες στη Γερμανία, нем. Griechen in Deutschland) — одно из немецких национальных меньшинств, состоящее из немецких граждан греческого происхождения и греков, иммигрировавших в Германию. По официальным данным, в 2019 году 453 000 жителей Германии имели греческое происхождение. 363 650 из них имели греческое гражданство (включая людей с двойным гражданством). По данным Статистического управления на 2014 год выходцы из Греции составляли 328,6 тыс.

## История
Значительная иммиграция из Греции в Германию началась в начале XVIII века после открытия Османской империей своих границ. Примерно тогда же в Лейпциге появилась первая греческая община.
Вторая волна иммиграции началась после провозглашения Оттона I из рода Виттельсбахов первым королём Греции: многие греки отправились студентами в Баварию.
Большая часть современной греческой диаспоры в Германии поселилась там уже после Второй мировой войны. Западная Германия нуждалась в рабочей силе для индустриализации, а в Восточную Германию до 1973 года бежали многие греческие коммунисты. Многие греческие дети были вывезены в ГДР коммунистами во время Гражданской войны в Греции.

## Демография
Впервые греки появились в Центральной Европе ещё в эпоху Римской империи. По данным переписи 2011 года, среди крупных городов Германии Оффенбах-ам-Майн и Штутгарт лидировали по доле мигрантов из Греции. В Мюнхене же тогда находилась крупнейшая в Германии греческая община. Согласно данным той же переписи, большие общины имелись в Северном Рейне-Вестфалии, особенно в Дюссельдорфе и Билефельде.